# 1989 год в театре
1989 год в театре

## События
- Балетная школа Гамбургского балета[нем.], основанная в 1978 году Джоном Ноймайером, переехала в собственное здание. Бывшая средняя школа для девочек на улице Каспара Вогта была построена в 1929—1930 годах по проекту архитектора Фрица Шумахера и внутри украшена фресками Аниты Ри[англ.].

### Постановки
- 22 января — мировая премьера балета «Пер Гюнт» Альфреда Шнитке в хореографии Джона Ноймайера, Гамбургский балет, Гамбург.
- 16 апреля — в Мариинском театре состоялась премьера «Шотландской симфонии» и «Темы с вариациями»; балеты Джорджа Баланчина впервые вошли в репертуар театра.
- Рассказы Шолом-Алейхема про Тевье-молочника легли в основу пьесы Григория Горина «Поминальная молитва» (1989), по которой были поставлены ряд постановок:
  - Поминальная молитва (реж. Марк Захаров).
  - 23 декабря — Тевье-Тевель (реж. Сергей Данченко).

## Деятели театра

### Скончались
- 7 февраля, Тбилиси — Симон Вирсаладзе, театральный художник, сценограф Кировского и Большого театров, постоянный сотрудник Юрия Григоровича.
- 26 марта, Москва — Марис Лиепа, артист балета, актёр и педагог, премьер Большого театра.
- 15 апреля, Париж — Бернар-Мари Кольтес, французский драматург.
- 8 мая — Иржи Шотола, чешский и чехословацкий драматург, актёр, режиссёр.
- 23 мая, Ленинград — Георгий Товстоногов, театральный режиссёр и педагог, народный артист СССР (1957).
- 29 июня — Айсар Ибрагимов,  узбекский и советский театральный актёр, народный артист Узбекской ССР (1970).
- 30 июня, Москва — Ростислав Плятт, актёр театра и кино, народный артист СССР (1961).
- 11 июля, Западный Суссекс — Лоренс Оливье, английский актёр, режиссёр и продюсер, четырежды лауреат премии «Оскар».
- 7 августа, Белград — Мира Траилович, сербский и югославский драматург, режиссёр, театральный деятель, одна из основателей и художественный руководитель белградского театра «Ателье 212».
- 18 августа, Москва — Тамара Логинова, актриса театра и кино, заслуженная артистка РСФСР (1976).
- 20 августа — Хадича Аминова, узбекская советская актриса театра и кино, народная артистка Узбекской ССР.
- 14 декабря — Антс Волдемар Эскола, актёр театра и кино, народный артист СССР.